# 让-马克·加亚尔
让-马克·加亚尔（法語：Jean-Marc Gaillard，1980年10月7日—），法国男子越野滑雪运动员。他曾代表法国参加2006年、2010年、2014年和2018年冬季奥林匹克运动会越野滑雪比赛，共获得二枚铜牌。